# كريس ليمونز
كريس ليمونز (بالإنجليزية: Chris Lemons)‏ هو لاعب كرة قدم أمريكي في مركز الوسط، ولد في 21 نوفمبر 1979 في ويتشيتا في الولايات المتحدة. لعب مع فيرجينيا بيتش مارينرز وكولورادو رابيدز ونادي شمال كارولاينا ونادي كمبران تاون.